# Slant Magazine
Slant Magazine es una publicación en línea que presenta críticas de películas, música, DVD y programas de televisión, así como también entrevistas a actores, directores y músicos. Roger Ebert ha mencionado al codirector y editor de cine Ed Gonzalez como uno de los críticos que admira debido a su estilo de escritura. El sitio, lanzado en 2001, frecuentemente cubre varios festivales de cine, como por ejemplo el Festival de Cine de Nueva York.

## Estilo
La sección de música de Slant originalmente estaba enfocada fuertemente en la música pop, pero en los años recientes han aumentado las críticas de música country y de estilo indie.
Desde el inicio de la Guerra de Irak, el contenido editorial se ha vuelto más político, aunque el foco principal se mantiene en el entretenimiento.

## Slant en otros medios
En un artículo de 2006, The New York Times calificó a Slant como un "repositorio de análisis apasionados de la cultura popular". Las críticas de Slant han sido a menudo fuente de debate y discusiones en Internet y en otros medios: la crítica de Ed Gonzalez al filme de Kevin Gage en 2005, Chaos, encendió el debate cuando Roger Ebert citó a Gonzalez en la revisión del filme en el Chicago Sun-Times; The New York Press citó a otro escritor de Slant, Keith Uhlich, en una crítica de la película de Michael Bay, La isla.
KillerStartups.com, una comunidad de Internet que critica sitios web para empresarios e inversionistas, señaló a Slant como "una de las fuentes en línea de noticias, comentarios, opinión y controversia más influyentes en el mundo del entretenimiento."

## Sistema de calificación
Slant emplea dos sistemas diferentes de calificación:
- Las películas y programas de televisión son calificados usando el sistema tradicional de 4 estrellas.
- Los álbumes y DVD son calificados con un sistema de 5 estrellas.